# Iurivka, Makariv
Iurivka (în ucraineană Юрівка) este un sat în comuna Vilne din raionul Makariv, regiunea Kiev, Ucraina.

## Demografie
Componența lingvistică a localității Iurivka
     Ucraineană (100%)
Conform recensământului din 2001, toată populația localității Iurivka era vorbitoare de ucraineană (100%).